# Ross Taylor
Ross Croft Taylor (Toronto, 26 aprile 1902 – Toronto, 3 maggio 1984) è stato un hockeista su ghiaccio canadese.

## Palmarès

### Olimpiadi invernali
- Oro a Sankt Moritz 1928 nell'hockey su ghiaccio.